# كوستاس كاراس
كوستاس كاراس (باليونانية: Κώστας Καρράς)‏ هو سياسي وممثل يوناني، ولد في 21 يونيو 1936 في أثينا في اليونان، وتوفي بنفس المكان في 6 مايو 2012.

## وصلات خارجية
- كوستاس كاراس على موقع IMDb (الإنجليزية)
- كوستاس كاراس على موقع ميوزك برينز (الإنجليزية)
- كوستاس كاراس على موقع قاعدة بيانات الفيلم (الإنجليزية)
- كوستاس كاراس على موقع كينوبويسك (الروسية)